# Franc CFP

## FRANC CFP
El franc CFP és la unitat monetària de curs legal en els territoris francesos d'ultramar de la Polinèsia Francesa, Nova Caledònia i Wallis i Futuna.També es coneix com a franc Pacífic, i, de forma quotidiana, simplement com a franc. Les sigles CFP es corresponien originalment amb Colonies françaises du Pacifique (Colònies franceses del Pacífic), i va ser canviat per "Comunitat Financera del Pacífic". En l'actualitat el nom es correspon amb Comptoirs français du Pacifique (Acords financers França-Pacífic). El codi ISO 4217 que li correspon és XPF.
Es va crear el desembre del 1945 al mateix temps que el franc CFA, el franc de les colònies franceses de l'Àfrica.
La taxa de canvi era fixa en relació al franc francès des del 1948, i avui està lligada a l'euro:
1 XPF = 0,00838 EUR
1 EUR = 119,3317 XPF

## HISTÒRIA

### (1945-1949)
El franc CFP es va crear al desembre de 1945 al costat del franc CFA. La raó per a la creació d'aquestes dues monedes va ser la feblesa del franc francès després de la II Guerra Mundial. Quan França va ratificar els Acords de Bretton Woods al desembre de 1945, el franc es va devaluar per a crear una taxa fixa de canvi respecte al dòlar. Es van crear noves monedes en les colònies franceses per a apartar-les de la forta devaluació de 1945. El ministre d'economia René Pleven va dir: "en un gest de generositat desinteressada, la França metropolitana en el seu desig de no imposar a les seves filles (les colònies) les conseqüències de la seva pròpia pobresa, s'han fixat diferents taxes de canvi per a les seves pròpies monedes". El Franc CFA i altres monedes dels territoris francesos van fixar les seves taxes de canvi respecte al franc francès. No obstant això, el franc CFP va fixar la seva taxa de canvi enfront del dòlar, ja que aquest ha jugat un paper important en l'economia dels territoris francesos del Pacífic des de la II Guerra Mundial. Aquesta situació va acabar al setembre de 1949, quan es va crear una taxa fixa de canvi entre el franc CFP i el franc francès.

### (1949-1985)
El franc CFP ha estat emès pel IEOM (Institut d'émission d'outre-*mer) des de 1967. El IEOM té la seva seu a París. Al principi la moneda es va emetre diferenciant els territoris de la Polinèsia Francesa, Nova Caledònia i les Noves Hèbrides. Wallis i Futuna va utilitzar, per proximitat, el franc emès per a Nova Caledònia. Encara que els bitllets de les Noves Hèbrides tenien imprès el nom del territori, les emissions de la Polinèsia Francesa i Nova Caledònia no el portaven, i solament podien diferenciar-se pel nom de les seves capitals: Papeete (Polinèsia Francesa) i Noumea (Nova Caledònia).
En 1969, el franc de les Noves Hèbrides es va separar del franc CFP per a ser substituït pel vatu en 1982, data en la qual el territori es va independitzar creant-se la República de Vanuatu.

### (1985-)
Fins a 1914, el franc francès va circular a la Polinèsia Francesa. En aquest any es van emetre bitllets específics per a usar-se en la colònia al costat de les monedes de francs francesos. En 1945 es va introduir el franc CFP, amb monedes encunyades per a la "Oceania Francesa" (coneguda com Établisements françaises de l'Océanie) des de 1949. Des de 1965 es va canviar el nom del territori al de Polinèsia Francesa (Polynésie Française).

## Franc de la Polinèsia Francesa
Aquest franc s'encunya per a la Polinèsia Francesa, no obstant això pot utilitzar-se a Nova Caledònia i a Wallis i Futuna. Es divideixen en 100 cèntims.

### HISTÒRIA
Fins a 1914, el franc francès va circular a la Polinèsia Francesa. En aquest any es van emetre bitllets específics per a usar-se en la colònia al costat de les monedes de francs francesos. En 1945 es va introduir el franc CFP, amb monedes encunyades per a la "Oceania Francesa" (coneguda com Établisements françaises de l'Océanie) des de 1949. Des de 1965 es va canviar el nom del territori al de Polinèsia Francesa (Polynésie Française).

### MONEDES
En 1949 es van introduir monedes en denominacions de 50 cèntims, 1 i 2 francs, al costat de la de 5 francs d'alumini en 1952. La moneda de 50 cèntims només es va encunyar en 1949. Aquestes monedes tenien de nom el territori de "Océanie". Des de 1965 el nom va canviar a Polinèsia Francesa. En 1967, es van introduir denominacions de 10, 20 i 50 francs de níquel, seguides de la de 100 francs de bronze en 1976.
El disseny de totes les monedes no ha canviat des de la seva primera encunyació. El seu anvers és idèntic al dels francs de Nova Caledònia: la deessa Minerva en les denominacions de 50 cèntims, 1, 2 i 5 francs, i el retrat de la Marianne per a les denominacions superiors. L'únic canvi notable va ser el de suprimir el text Union Française i substituir el de Établesiments françaises de l'Océanie per Polinèsia Francesa després de 1952, i afegir les inicials del IEOM en 1972.
Les denominacions que circulen avui dia són totes excepte la de 50 cèntims. En el revers de les monedes de 50 cèntims i 1, 2 i 5 francs apareix un paisatge polinesí. La moneda de 10 francs té dos tiki. La 20 francs porta el fruit de l'arbre del pa, i les de 50 i 100 francs un paisatge polinesí.

### BILLETS
En 1914 el Banc de la Indoxina en Papeete va emetre bitllets de 5, 20 i 100 francs. En 1919, la Cambra de Comerç va introduir bitllets de 25 i 50 cèntims, i 1 i 2 francs. En 1920 el Banque André Krajweski també va emetre les mateixes denominacions. En 1923 el Banc de la Indoxina va emetre bitllets de 500 francs, seguits dels de 1.000 francs en 1940.
--En 1969 el IEOM en Papeete es va fer càrrec de l'emissió de paper moneda, emetent bitllets de 100, 500, 1.000 i 5.000 francs. Els bitllets de 100 i 1.000 francs tenien dues versions. Les primeres emissions tenien el nom de la metròpoli, "République Française", i les denominacions de 500 i 5.000 francs portaven el nom des de les seves primeres emissions. En 1976 el bitllet de 100 francs va ser substituït per una moneda.
En 1985, es va introduir un bitllet de 10.000 francs comú per a tots els territoris francesos del Pacífic. A aquest li van seguir denominacions de 500, 1.000 i 5.000 francs entre 1992 i 1996 sense la distinció de la ciutat on s'havien emès. El disseny no ha canviat des de 1969.

## Tārā
Abans que els francesos introduïssin el franc a Tahití, a la Polinèsia Francesa, els comerciants utilitzaven dòlars. La paraula "dòlar" va derivar a tārā (coneguda també com tala en les llengües polinèsies), terme que es va utilitzar entre els nadius i comerciants xinesos. De manera no oficial es va establir com a moneda de curs amb un valor de 5 francs.